# Apterostigma chocoense
Apterostigma chocoense é uma espécie de inseto do gênero Apterostigma, pertencente à família Formicidae.